# Günther Jakobs
Günther Jakobs (Mönchengladbach, 26 de julio de 1937), es un jurista alemán, especializado en derecho penal, derecho procesal penal y filosofía del derecho. 
Jakobs estudió ciencias jurídicas en Colonia, Kiel y Bonn, y en el año 1967 se graduó en la Universidad de Bonn con una tesis sobre derecho penal y doctrina de la competencia. 
En 1971 obtuvo su título de abogado, igualmente en Bonn, mediante un trabajo sobre la negligencia en el delito de resultado y al año siguiente ocupó su primera cátedra en la Universidad de Kiel.
Jakobs goza de prestigio en Latinoamérica y España, pues su  concepción del Derecho Penal, construyendo un sistema del Derecho Penal Funcionalista ha tenido eco en la doctrina y jurisprudencia. En este último ámbito, el concepto jakobsiano del "Rol" ha servido para limitar la responsabilidad de quien únicamente interviene con una conducta neutral. Por su puesto, también ha tenido eco su concepción de la autoría y participación en los delitos especiales, con su teoría de los delitos de infracción de un deber, y su doctrina del "Derecho penal del enemigo".

## Libros (selección)
En alemán
- Die Konkurrenz von Tötungsdelikten mit Körperverletzungsdelikten (Dissertation), Bonn 1967
- Studien zum fahrlässigen Erfolgsdelikt (Habilitationsschrift), Bonn 1971, Buchausgabe Berlin/New York 1972 ISBN 3-11-003889-7
- Schuld und Prävention, Tübingen 1976 ISBN 3-16-638121-X
- (als Herausgeber:) Rechtsgeltung und Konsens, Berlín 1976 ISBN 3-428-03624-7
- Strafrecht, Allgemeiner Teil - Die Grundlagen und die Zurechnungslehre (Lehrbuch), Berlin/New York 1983, 2. Aufl. 1991 ISBN 3-11-011214-0, Studienausgabe 1993 ISBN 3-11-014193-0
- Der strafrechtliche Handlungsbegriff, München 1992 ISBN 3-406-37131-0
- Das Schuldprinzip, Opladen 1993 ISBN 3-531-07319-2
- Geschriebenes Recht und wirkliches Recht beim Schwangerschaftsabbruch, Bochum 1994 ISBN 3-927855-68-5
- Die strafrechtliche Zurechnung von Tun und Unterlassen, Paderborn 1996 ISBN 3-506-70016-2; dass., Opladen 1996 ISBN 3-531-07344-3
- Norm, Person, Gesellschaft – Vorüberlegungen zu einer Rechtsphilosophie, Berlín 1997, 2. Aufl. 1999 ISBN 3-428-09067-5
- Tötung auf Verlangen, Euthanasie und Strafrechtssystem, München 1998 ISBN 3-7696-1599-9
- Urkundenfälschung – Revision eines Täuschungsdelikts, Köln/Berlin/Bonn/München 2000 ISBN 3-452-24384-2
- Staatliche Strafe – Bedeutung und Zweck, Paderborn/München/Wien/Zürich 2004 ISBN 3-506-71328-0
- Kritik des Vorsatzbegriffs, Mohr Siebeck (Verlag), 2020. ISBN 978-3-16-159489-2

En lengua extranjera
- La competencia por organización en el delito omisivo, Bogotá 1994 ISBN 958-616-217-6
- Derecho penal, parte general, Madrid 1995, Neuauflagen 1997, 2001 ISBN 84-7248-398-3
- ¿Ciencia del derecho: técnica o humanística? Bogotá 1996 ISBN 958-616-295-8
- La autoría mediata con instrumentos que actúan por error como problema de imputación objetiva, Bogotá 1996 ISBN 958-616-294-X
- La imputación objetiva en derecho penal, Bogotá 1994 ISBN 958-616-215-X; dass., Madrid 1999 ISBN 84-470-0658-1
- La imputación penal de la acción y de la omisión, Bogotá 1996 ISBN 958-616-291-5
- Sobre el injusto del suicidio y del homicidio a petición, Bogotá 1996 ISBN 958-616-259-1
- Sociedad, norma, persona en una teoría de un derecho penal funcional, Bogotá 1996 ISBN 958-616-293-1
- Estudios de derecho penal, Madrid 1997 ISBN 84-470-0905-X
- El concepto jurídico penal de acción, Bogotá 1998 ISBN 958-616-232-X
- Sobre la teoría de la pena, Bogotá 1998 ISBN 958-616-349-0
- Sobre la génesis de la obligación jurídica, Bogotá 1999 ISBN 958-616-415-2
- Suicidio, eutanasia y derecho penal, Valencia 1999 ISBN 84-8002-963-3
- La ciencia del derecho penal ante las exigencias del presente, Bogotá 2000 ISBN 958-616-476-4
- Acción y omisión en derecho penal, Bogotá 2000 ISBN 958-616-433-0
- Injerencia y dominio del hecho, Bogotá 2001 ISBN 958-616-568-X
- Culpabilidad en derecho penal. Dos cuestiones fundamentales, Bogotá 2003 ISBN 958-616-699-6
- Sobre la normativización de la Dogmática Jurídico-penal, Madrid 2003 ISBN 84-470-2062-2
- (mit M. Cancio Meliá) Derecho penal del enemigo, 2a Ed. Madrid 2006 ISBN 84-470-2536-5
- Dogmática de derecho penal y la configuración normativa de la sociedad, Madrid 2004 ISBN 84-470-2281-1
- La pena estatal: Significado y finalidad, Madrid 2006 ISBN 84-470-2574-8
- El lado comunicativo y el lado silencioso del derecho penal, Sevilla 2014 ISBN 978-84-942274-4-8
- Proteção de bens jurídicos? Sobre a legitimação do Direito Penal, Porto Alegre 2018 ISBN 978-65-86944-03-7

## Libros sobre Günther Jakobs
- E. Penaranda Ramos/C. Suárez González/M. Cancio Meliá: Un nuevo sistema del derecho penal: consideraciones sobre la teoría de la imputación de Günther Jakobs, Bogotá 1999 ISBN 958-616-388-1
- E. Montealegre Lynett/J. F. Perdomo Torres: Funcionalismo y normativismo penal. Una introducción a la obra de Günther Jakobs, Bogotá 2006 ISBN 958-710-091-3